# Paranoja
Paranoja (in russo: Паранойя, Стёкла и бетон; in italiano: Vetro e cemento) è il secondo album del cantautore russo Nikolaj Noskov, pubblicato nel 1999.

## Storia
Si tratta del secondo album del cantante, che in quest'occasione, per la stesura dei testi, ha collaborato con il poeta Igor Brusencev. Il disco comprende diversi generi di canzoni, che variano dal synthpop (come per Паранойя, Стёкла и бетон, Белая ночь e Я – Твой DJ) al trip-hop (Я тебя прошу, Снег, Счастливей сна e Как прекрасен мир). Примадонна è la seconda versione del brano, dopo che la prima era stata cantata da Valerij Meladze.  

## Tracce
1. Паранойя (Paranoja) – 3:48
2. Стёкла и бетон (Stëkla i beton) – 4:00
3. Я тебя прошу (Ja tebja prošu) – 4:01
4. Белая ночь (Belaja noch) – 4:28
5. Снег (Sneg) – 4:27
6. Узнать тебя (Uznat' tebja) – 3:56
7. Примадонна (Primadonna) – 3:32
8. Счастливей сна (Schastlivej sna) – 4:00
9. Я — Твой DJ (Ja — Tvoj DJ) – 3:59
10. Как прекрасен мир (Kak prekrasen mir) – 3:17

## Formazione
- Vyacheslav Molchanov - basso